# 30562 Güttler
30562 Güttler è un asteroide della fascia principale. Scoperto nel 2001, presenta un'orbita caratterizzata da un semiasse maggiore pari a 3,2119862 au e da un'eccentricità di 0,1615466, inclinata di 0,41955° rispetto all'eclittica.